# 酢酸sec-ブチル
酢酸sec-ブチル（さくさんせかんだりーぶちる、sec-Butyl acetate）あるいはs-ブチルアセタートは塗料生産に利用される溶媒であり、他の化成品の製造にも利用される。酢酸sec-ブチルは甘い臭いを持つ可燃性の無色液体である。消防法による第4類危険物 第1石油類に該当する。
酢酸sec-ブチルの三つの異性体は酢酸ブチル、酢酸イソブチルあるいは酢酸tert-ブチルである。

## 註・出典
1. ↑  法規情報 (東京化成工業株式会社)

- ChemExpr.com （英語）